# Cantone di La Haute-Bigorre
Il Cantone di La Haute-Bigorre è una divisione amministrativa dell'arrondissement di Bagnères-de-Bigorre e dell'arrondissement di Tarbes.
È stato costituito a seguito della riforma approvata con decreto del 25 febbraio 2014, che ha avuto attuazione dopo le elezioni dipartimentali del 2015.

## Composizione
Comprende i seguenti 14 comuni:
- Antist
- Asté
- Astugue
- Bagnères-de-Bigorre
- Beaudéan
- Campan
- Gerde
- Hiis
- Labassère
- Montgaillard
- Neuilh
- Ordizan
- Pouzac
- Trébons